# Хіба самому написать…
«Хіба самому написать…» — вірш Тараса Шевченка, написаний ним 1849 року у Раїмі.

## Написання і публікація
Зберігся чистовий автограф вірша у «Малій книжці». Автограф не датований. Вірш датується за місцем автографа у «Малій книжці» серед творів 1849 року (під № 14 у четвертому зшитку за 1849 рік) та часом перебування Шевченка в Раїмі у січні — квітні 1849 року, орієнтовно: січень — квітень 1849-го, Раїм. 
Найраніший відомий текст — автограф у «Малій книжці», до якої вірш переписано з невідомого автографа в Оренбурзі, не раніше 1 листопада 1849-го і не пізніше 23 квітня 1850 років — дня арешту поета. Під час переписування до «Малої книжки» поет правив рядки 6, 44, 47-50, 53, 57.
Згодом, найімовірніше 1857 року, наприкінці перебування на засланні в Новопетровському укріпленні, Шевченко перекреслив увесь текст олівцем.
Вперше вірш надруковано у виданні: «Кобзарь Тараса Шевченка / Коштом Д. Е. Кожанчикова» 1867 року (СПб., стор. 580 — 581), де подано за «Малою книжкою».

## Сюжет
У вірші відобразилися ті ж думки й настрої, що й у поезіях 1848 року «І знов мені не привезла», «Добро, у кого є господа», викликаних тугою через відсутність листів з України. Водночас у вірші з’являються нові мотиви. Поряд із жалями й обуренням з приводу мовчання колишніх друзів і шанувальників тут — горде усвідомлення свого значення для батьківщини («Либонь, уже десяте літо, // Як людям дав я „Кобзаря“») і пристрасне жадання почути, що шлях, обраний поетом, є правильним.